# ミゾホオズキ
ミゾホオズキ（溝酸漿、学名：Mimulus nepalensis ）は、ハエドクソウ科（APG分類体系）ミゾホオズキ属の多年草。
旧分類ではゴマノハグサ科に含められていた。

## 特徴
全体に柔らかく、毛はない。茎は枝分かれて広がり、斜上して長さは10-30cmになる。茎は4角になり、茎の下部の節からは白いひげ根を出す。葉は卵形または楕円形で対生し、上部のものは無柄、下部のものは短い葉柄をもち、葉身は長さ1-4cm、幅0.5-2cm、先はとがり、縁に少数の鋸歯がある。
花期は6-8月。上部の葉腋から花柄を出して1花をつける。花柄は細長く、長さは1.1-2cmになる。萼は緑色で、楕円体の筒状になり、基部から先に走る5本の稜があり、稜には狭い翼ができ、先端は切形の5個の突起状の裂片になり、軟毛が生える。花冠は黄色で、長さ10-15mmになり、萼よりはやや長く、筒状の唇形になり、先端は5裂する。雄蕊は4個あり、下側2本は長く、上側2本は短い。果実は長楕円形の蒴果で、袋状に大きくなった萼に包まれ、多数の種子が入る。

## 分布と生育環境
日本では、北海道、本州、四国、九州に分布し、山野の水湿地、湧水のほとり、溝などに生育する。国外では、朝鮮、中国、ヒマラヤに分布する。
ミゾホオズキの名は、「溝酸漿」の意味で、溝辺に生え、萼に包まれた果実のようすが、ナス科のホオズキ（酸漿）に似ていることからつけられた。

## シノニム
- Mimulus inflatus (Miq.) Nakai
- Mimulus nepalensis Benth. var. japonicus (Miq.) Miq. ex Maxim.
- Mimulus tenellus Bunge var. nepalensis (Benth.) P.C.Tsoong ex H.P.Yang

## ギャラリー
- 花冠は5裂し、薄片よりやや長い。
- 茎は4角になり、下部の葉に短い葉柄がある。
- 果実は袋状になった萼片に包まれる。